# エウポリエ (衛星)
エウポリエ (Jupiter XXXIV Euporie) は、木星の第34衛星。2001年にハワイ大学のスコット・S・シェパードが率いるチームによって発見され、S/2001 J 10という仮符号が与えられた。この衛星の発見は、他の10個の衛星の発見とあわせて2002年5月15日に小惑星センターのサーキュラーで公表された。なお観測にはカナダ・フランス・ハワイ望遠鏡とハワイ大学の 2.2 m 望遠鏡が用いられた。
2003年8月8日に、ギリシア神話における主神ゼウスの娘であり豊潤の女神とされたエウポリアーにちなんで命名され、Jupiter XXXIVという確定番号も与えられた。
エウポリエの軌道傾斜角はおよそ 146° で、木星の自転とは逆向きに公転する逆行衛星である。アナンケ群に属する衛星だと考えられており、2018年時点で確定番号が与えられているアナンケ群の衛星の中では最も内側を公転している。